# Hanková
Hanková (Hongaars: Annafalva) is een Slowaakse gemeente in de regio Košice, en maakt deel uit van het district Rožňava.
Hanková telt 54 inwoners.